# Barbus usambarae
Barbus usambarae är en fiskart som beskrevs av Lönnberg, 1907. Barbus usambarae ingår i släktet Barbus och familjen karpfiskar. IUCN kategoriserar arten globalt som livskraftig. Inga underarter finns listade.